# Munich (Dakota del Norte)
Munich es una ciudad ubicada en el condado de Cavalier en el estado estadounidense de Dakota del Norte. En el censo de 2010 tenía una población de 210 habitantes y una densidad poblacional de 56,35 personas por km².

## Geografía
Munich se encuentra ubicada en las coordenadas 48°40′24″N 98°50′20″O / 48.67333, -98.83889. Según la Oficina del Censo de los Estados Unidos, Munich tiene una superficie total de 3.73 km², de la cual 3.71 km² corresponden a tierra firme y (0.42%) 0.02 km² es agua.

## Demografía
Según el censo de 2010, había 210 personas residiendo en Múnich. La densidad de población era de 56,35 hab./km². De los 210 habitantes, Munich estaba compuesto por el 99.52% blancos, el 0% eran afroamericanos, el 0% eran amerindios, el 0% eran asiáticos, el 0% eran isleños del Pacífico, el 0% eran de otras razas y el 0.48% pertenecían a dos o más razas. Del total de la población el 0% eran hispanos o latinos de cualquier raza.